# خوزه ایزکیردو (بازیکن فوتبال، زاده ۱۹۹۲)
خوزه اریبرتو ایزکیردو منا (اسپانیایی: José Heriberto Izquierdo Mena‎؛ زادهٔ ۷ ژوئیهٔ ۱۹۹۲) بازیکن فوتبال اهل کلمبیا است.
از باشگاه‌هایی که در آن بازی کرده‌است می‌توان به کلوب بروخه و برایتون اند هوو آلبیون اشاره کرد.
وی همچنین در تیم ملی فوتبال کلمبیا بازی کرده‌است.